# 조맹부
조맹부(趙孟頫, Zhao Mengfu; 1254년 - 1322년)는 중국 원나라 때의 화가, 서예가이다. 자(字)는 자앙(子昂), 호(號)는 송설(松雪), 별호(別號)는 구파(鷗波), 수정궁도인(水精宮道人) 등이며, 오흥(吳興, 지금의 절강성 호주) 사람이다.

## 생애
조맹부는 송나라 종실의 후손으로, 원나라 때 벼슬에 나가 관직이 한림학사(翰林學士), 영록대부(榮祿大夫)에 이르렀으며, 죽은 후 위국공(魏國公)에 봉해졌다. 청나라 건륭제가 그의 글씨를 좋아하여 모방하였다고 한다.
조맹부의 시(詩), 서(書), 화(畵), 인(印)에 모두 능했는데, 후대의 서예에 큰 영향을 준 흔히 “조체(趙體)”라 불리는 독창적인 글씨를 만들었다. 그의 서법이 강건하지 못하여 유약하다는 비판도 있다. 대표적인 작품으로 전각으로 쓴 “원주문(圓朱文)”이 있다. 화법 또한 독창적이어서, 글씨를 쓰는 붓과 그림을 그리는 붓은 같은 사용법을 가지고 있다는 이론을 세웠다. 시 작품으로 《송설재집》(松雪齋集)이 있는데, 그 중 뛰어난 작품이 적지 않다.
조맹부의 그림에 사용된 소재는 산수, 인물, 동물, 꽃과 새, 죽석(竹石) 등 손대지 않은 게 없어, 후대인이 넘어설 수 없을 정도이다. 전기작은 색채가 특이하여 “현려지극 인귀자연(絢麗之極，仍歸自然)”이라는 평을 받고 있다. 후기작은 대개 담묵화(淡墨畫)로서 거의 윤곽선만이 보인다. 대표작으로 《작화추색도》(鵲華秋色圖)가 있다.
아들과 부인이 모두 그림에 능했으며, 원나라 화가 왕몽은 그의 외손자이다.

## 주요 작품

작화추색도(鵲華秋色圖)
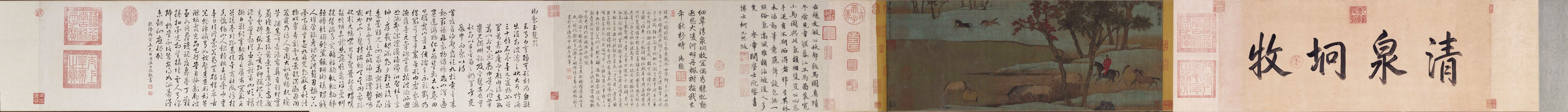
Horse Herding in Autumn Countryside

## 같이 보기
- 한림원